# スーラジ ザ・ライジングスター
『スーラジ ザ・ライジングスター』（Suraj: The Rising Star）は、日本・インド合作のテレビアニメ。『巨人の星』を原案としており、舞台をインドに移し、野球でなく同地で人気のクリケットに変更している。
スーラジは主人公の名前であり、インドの公用語であるヒンディー語で太陽を意味する。また「ライジングスター」は“新星”のこと。
インドでは、colorsにて2012年12月23日から日曜日の10:00 - 10:30に放送、第1シリーズは全26話。2013年6月の放送終了後には、別のチャンネルでの再放送が確定。また、第2シリーズ以降の展開も検討しているという。
日本では2013年8月よりニコニコチャンネルで配信された。

## 概要
講談社を中心に、博報堂も制作協力で参画し、「ライジングスター製作委員会（RISING STAR COMMITTEE）」を形成している。なお、当初のタイトル仮称は Rising Star だった。

### 企画実現まで
講談社国際事業局担当部長の古賀義章と博報堂出版・コンテンツビジネス局アカウントディレクターの宇都宮毅の企画に、全日本空輸インド代表／ムンバイ・デリー支店長の杉野健治がスポンサーとして名乗りを上げて賛同、実現に至っていったという。
その後、日印国交樹立60周年企画という意図もあり、経済産業省から「クールジャパン戦略」モデル事業の位置付けで、支援を得られた。外務省や日本クリケット協会からの後援もあったという。
古賀が原作の作画者である川崎のぼるに意向を伝えるため訪れたところ、作品化について「面白い話（企画）じゃないか、構わないよ」と快諾した。川崎が出した条件は唯一、「明子姉さん（に相当するシャーンティ）だけは美しく描いてほしい」ということだった。

### 『巨人の星』からの変更点
文化の違い等を考慮し、幾つかの工夫がなされた。主な変更点は以下の通りである。
- スポーツを野球からクリケットに変更した。
- 児童虐待と思われることを回避するため、「大リーグボール養成ギブス」がゴム製の自転車チューブになっている。
- 食べ物を粗末にしないよう、ちゃぶ台返し（テーブル返し）で飛ばされるのを飲み物に限定している。
- 姉のスカート丈は長く、かつ脚が見えないよう下にスパッツを着用している。

## 登場キャラクター

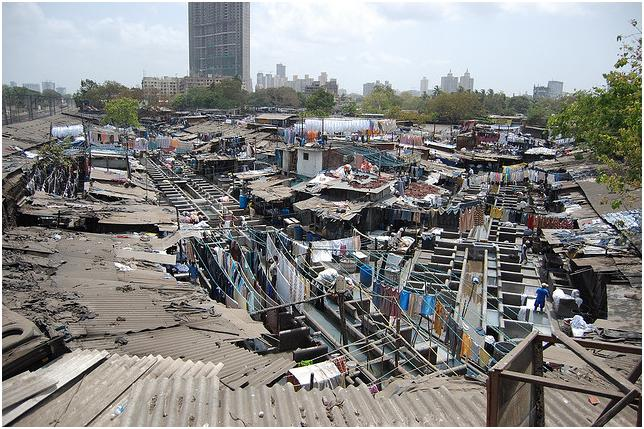
スーラジが住む設定のドービー・ガート（近くには近代的ビル）

スーラジ（Suraj、12歳）
主人公。母親を何年も前に亡くし、ムンバイのドービー・ガートで、父・姉との3人暮らし。高校時代の16歳まで描かれる予定。原作の星飛雄馬に相当する。高校ではパップーとバッテリーを組む。
シャーム（Shyam、39歳）
スーラジの父親。若い頃はクリケット選手で、元インド代表候補だったが肩の故障で引退した。ムンバイのショッピングモールで自転車タクシーのドライバーとして働いている。スーラジを、自分が果たせなかった一流の選手にするべく猛特訓を課す。原作の星一徹に相当する。
シャーンティ（シャンティ表記も。）（Shanti、14歳）
スーラジの姉。ヴィクラムと恋仲になっていく。原作の星明子に相当する。原作（作画）の川崎のぼるの「美しく描いてほしい」という要望が反映されたキャラデザインとなっているという。
ヴィクラム（Vikram、13歳）
ライバルで、工業グループトップの御曹司。クリケットの天才的才能を持ち、容姿端麗でもある。原作の花形満に相当する。原作同様に自動車で登場するシーンがあるが、ハンドルを握っていた花形と違って助手席に座っている。
サミール（Samir Tendlya）
ワールドカップ代表でムンバイ・チャンピオンズの主将。原作での長嶋茂雄に相当する人物であり、モデルはサチン・テンドルカール選手。
パップー（パプー表記も）
スーラジの親友。スーラジが進学するサンスクリティ高校理事長の息子。元サッカー部員で、ウィケット・キーパー（捕手）としてボウラー（投手）のスーラジとバッテリーを組む。原作の伴宙太に相当する。
ラージ
コルカタの強打者。原作の左門豊作に相当する。
イチロー
16話から登場。ムンバイ・チャンピオンズ研修生のテストを受けに日本からやってきた、俊足で身体能力の高い武道家。原作の速水譲次をヒントにしたという。
マーヤ（マヤ表記も。）
看護師。入院をきっかけにスーラジが魅かれる。

## サブタイトル
出典：ニコニコチャンネル公式
1. 「肉体改造ギプス」
2. 「父ちゃんの秘密」
3. 「ノックアウト打法」
4. 「禁じられた試合」
5. 「姉ちゃんの幸せ」
6. 「親友パップーのシゴき」
7. 「俺がやらなきゃ、誰がやる」
8. 「“つま先打法”で攻略せよ」
9. 「偵察ヘリを飛ばせ」
10. 「絶体絶命のピンチ」
11. 「強打者ラージの秘密」
12. 「血染めの親指」
13. 「優勝杯をかけて」
14. 「スーラジの退学処分」
15. 「秘密を明かす手紙」
16. 「謎の武道家イチロー」
17. 「いい気になるな！」
18. 「選手生命の危機」
19. 「看護師マーヤの献身」
20. 「初デートの約束」
21. 「致命的な欠点」
22. 「真昼の殴打事件」
23. 「致命的な欠点」
24. 「クリケットと野獣」
25. 「魔球“アグニボール”」
26. 「われらが“希望の星”」

## スタッフ
- 原作 - 梶原一騎（作）、川崎のぼる（画）

- エグゼクティブプロデューサー
  - 入江祥雄（講談社）
  - 岡村秀樹（トムス・エンタテインメント）

- エグゼクティブチーフプロデューサー
  - 吉羽治（講談社）
  - 加藤良太（トムス・エンタテインメント）

- チーフプロデューサー
  - 古賀義章（講談社）

- プロデューサー
  - 青木隆介
  - 宇都宮毅（博報堂）
  - 光川弘治

- 主題歌
  - 作曲 - Utsav Nanda
  - 作詞 - Vishal Pandey
  - 歌唱 - Mayur Sakhre

- アニメーション制作
  - トムス・エンタテインメント
前身の東京ムービー時代には、『巨人の星』を制作していた。
  - DQ Entertainment

## スポンサー
劇中に、以下の日系企業の製品やロゴも登場する。ヴィクラムがグランドヴィターラやエルティガなどスズキの自動車で登場したり、全日空機が空を舞うシーンがあるなど、いわゆるプロダクトプレイスメントである。
メインスポンサー
- マルチスズキ・インディアリミテッド

アソシエイトスポンサー
- コクヨ・カムリンリミテッド
- 全日空[24]
- ダイキン ・エアコンディショニングインディア
- 日清食品ホールディングス

## 関連書籍
- 古賀義章 「飛雄馬、インドの星になれ! インド版アニメ『巨人の星』誕生秘話」 講談社、2013年1月28日[25] ISBN 9784062181730